# Bange blankeman
Bange blankeman is een Nederlandstalig lied uit 1991 van de Belgische zanger Willem Vermandere. Het is een protestlied tegen racisme en xenofobie. Veel aanhangers van de partij Vlaams Blok protesteerden destijds tegen het nummer. Vermandere ontving dreigbrieven en tijdens de 11 juli-viering op de Brusselse Grote Markt in 1992 werd hij bekogeld met projectielen door Vlaams Blok-militanten.
De B-kant van de single was het liedje De vluchteling. Het nummer verscheen daarnaast ook op zijn album Help mij uit 1993.

## Meewerkende artiesten
- Muzikanten:
  - Willem Vermandere (Gitaar, zang)
  - Freddy Desmedt (Fluit, klarinet)
  - Freddy Possenier (Contrabas)
  - Pol De Poorter (Mandoline, gitaar)